# Gerichtsbezirk Bregenz
Der Gerichtsbezirk Bregenz ist der örtliche Zuständigkeitsbereich des Bezirksgerichts Bregenz im österreichischen Bundesland Vorarlberg. 
Der Sitz des Bezirksgerichts befindet sich in der Vorarlberger Landeshauptstadt Bregenz. Somit ist der Gerichtsbezirk Bregenz einer von zwei Gerichtsbezirken im politischen Bezirk Bregenz und einer von fünf Gerichtsbezirken im Bundesland Vorarlberg. Als übergeordnetes Gericht fungiert das Landesgericht Feldkirch.
Die Zuteilung der Gerichtssprengel in Vorarlberg erfolgte mit der Verordnung der Bundesregierung vom 19. Jänner 1971 über die Sprengel der in Vorarlberg gelegenen Bezirksgerichte im BGBl. Nr. 33/1971. Der Gerichtsbezirk Bregenz wurde darin in § 3 festgelegt.

## Gerichtssprengel

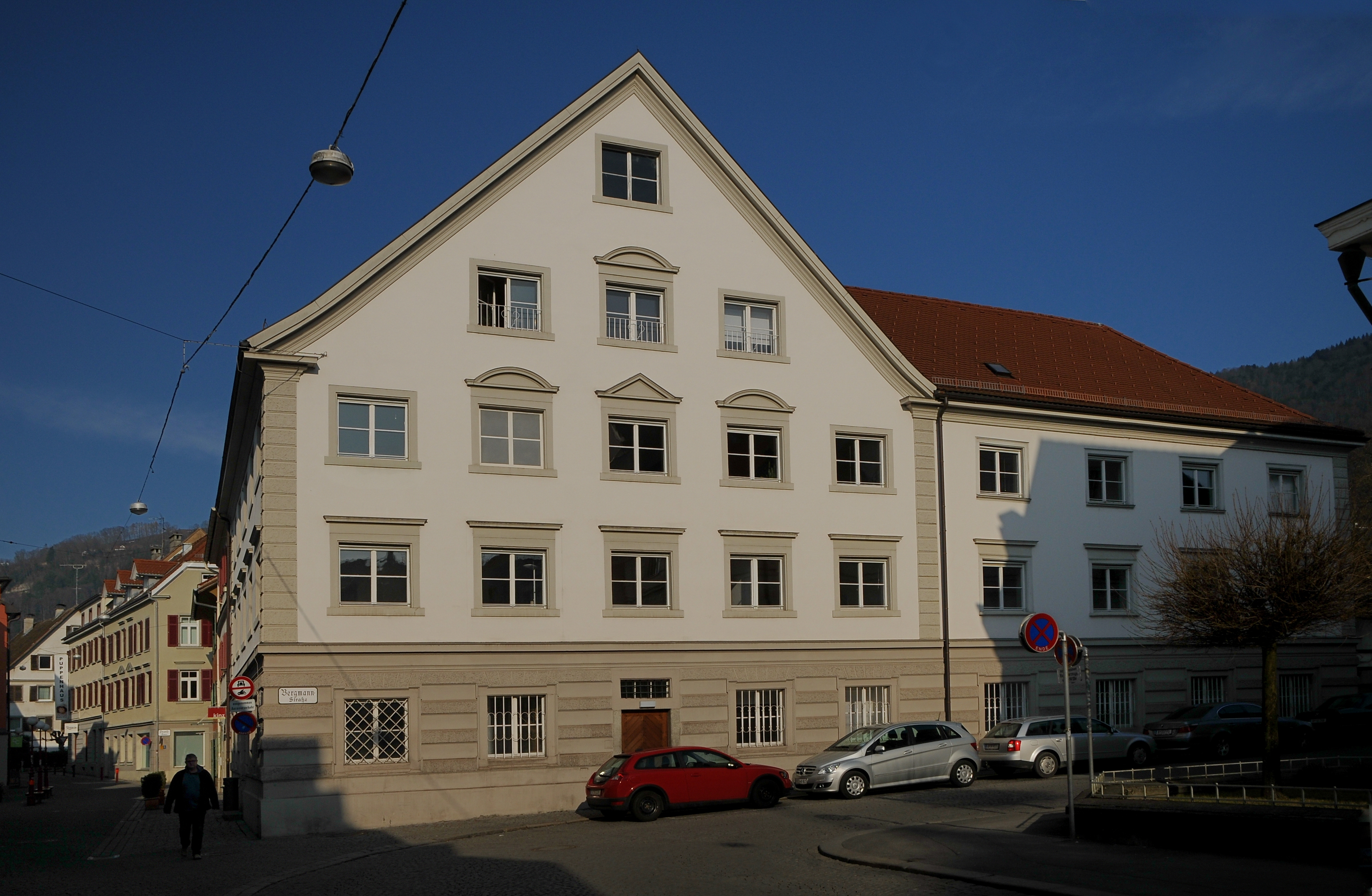
Das Bezirksgericht Bregenz

Der Gerichtsbezirk erstreckt sich auf jene Gemeinden des Bezirks Bregenz, die nicht zum Gerichtsbezirk Bezau gehören. Dazu zählen insbesondere die Gemeinden im Vorarlberger Rheintal und im Leiblachtal. Außerdem gehören auch die Gemeinden Alberschwende, Doren, Riefensberg und Sulzberg aus der Region Bregenzerwald zum Gerichtsbezirk Bregenz.
1. Alberschwende
2. Bildstein
3. Bregenz
4. Buch
5. Doren
6. Eichenberg
7. Fußach
8. Gaißau
9. Hard
10. Höchst
11. Hörbranz
12. Hohenweiler
13. Kennelbach
14. Langen bei Bregenz
15. Lauterach
16. Lochau
17. Möggers
18. Riefensberg
19. Schwarzach
20. Sulzberg
21. Wolfurt